# Kneset
Kneset (hebrejsky הכנסת‎, doslova „Shromáždění“) je jednokomorový zákonodárný orgán v Izraeli, který sídlí ve čtvrti Giv'at Ram v Jeruzalémě. Celkem v něm zasedá 120 poslanců, kteří jsou voleni na základě poměrného volebního systému na čtyřleté volební období. Minimální zisk ve volbách nutný pro přítomnost v Knesetu je od roku 2014 stanoven na 3,25 %. Do roku 1992 přitom byl práh pouhé 1 %, do roku 2003 1,5 % a do března roku 2014 2 %.  Pravomocemi Knesetu jsou návrhy zákonů, volba prezidenta a předsedy vlády, schválení vládního kabinetu a dozorování nad činností vlády. Izraelským specifikem je státní kontrolor, který je parlamentem též jmenován a odvoláván.
Zákony jsou v Knesetu schvalovány prostou většinou, přičemž jsou po jejich schválení ve třetím čtení zveřejněny v Rešumot, izraelské obdobě Sbírky zákonů. Důležitou roli v přijímání zákonů hraje absence izraelské ústavy. Jakýkoliv možný rozpor mezi zákony a Základními zákony zkoumá Nejvyšší soud Státu Izrael. Rozhodnutí soudu jsou podobně jako u českého Ústavního soudu precedentní pro všechny.
Součástí Knesetu jsou i čtyři typy komisí – stálé, zvláštní, etická a pro ujednání. Celkový počet komisí je 19.
Kneset byl poprvé svolán 14. února 1949, den poté, co skončil mandát dosavadního parlamentního sboru Asifat ha-nivcharim, který existoval v mandátní Palestině od roku 1920. V roce 2003 začal Kneset vypracovávat návrhy oficiální ústavy, založené na základních zákonech. Poslední volby se konaly 2. března 2020.

## Shromáždění Knesetu
Každé funkční období Knesetu je obecně známé podle svého pořadí. Proto se Kneset, který byl zvolen v prvních volbách roku 1949, označuje jako první. Současný Kneset zvolený v březnu 2021 je v pořadí dvacátým čtvrtým.
- První Kneset
- Druhý Kneset
- Třetí Kneset
- Čtvrtý Kneset
- Pátý Kneset
- Šestý Kneset
- Sedmý Kneset
- Osmý Kneset
- Devátý Kneset
- Desátý Kneset
- Jedenáctý Kneset
- Dvanáctý Kneset
- Třináctý Kneset
- Čtrnáctý Kneset
- Patnáctý Kneset
- Šestnáctý Kneset
- Sedmnáctý Kneset
- Osmnáctý Kneset
- Devatenáctý Kneset
- Dvacátý Kneset
- Dvacátý první Kneset
- Dvacátý druhý Kneset
- Dvacátý třetí Kneset
- Dvacátý čtvrtý Kneset
- Dvacátý pátý Kneset

### Kneset v roce 2019
Složení dvacátého druhého Knesetu bylo určeno volbami z roku 2019, proběhnuvšími 17. září. Jsou v něm zastoupeny následující strany:
| strana                    | počet křesel |
| ------------------------- | ------------ |
| Kachol lavan              | 33           |
| Likud                     | 31           |
| Sjednocená kandidátka     | 13           |
| Šas                       | 9            |
| Sjednocený judaismus Tóry | 8            |
| Jisra'el bejtenu          | 8            |
| Jamina                    | 7            |
| Izraelská strana práce    | 6            |
| Merec                     | 5            |
| celkem                    | 120          |